# 리플리 증후군
리플리 증후군(Ripley syndrome)이란 자신의 현실을 부정하면서 실제로는 존재하지 않는 허구의 세계를 진실이라 믿고 상습적으로 거짓된 말과 행동을 반복하는 가상의 정신질환이다.
미국의 소설가 퍼트리샤 하이스미스가 지은 소설 《재능 있는 리플리 씨》(The talented Mr. Ripley, 1955)에서 따온 말로 '리플리병'이나 '리플리 효과'라고 불리기도 하지만 실제로 의학계에서 병명으로 사용되는 말은 아니다.
그러나 한국에서는 다수의 매체에서 마치 실존하는 질병인 양 왜곡된 정보가 유포되고 있다.

## 공상허언증
유사한 증상을 보이는 실제 질병으로는 공상허언증이 있다.

## 같이 보기
- 미스 리플리
- 유생연장 복합 증후군 (하이랜더 증후군)
- 카그라스 증후군 (Capgras syndrome)
- 공상허언증

## 참고자료
- 새가정 2011 6 제58권 634호, 2011.6, 18-21 (4 pages) 리플리와 리플리 그리고 또 리플리 황세원